# 888
888 (DCCCLXXXVIII) je bilo prestopno leto, ki se je po julijanskem koledarju začelo na ponedeljek.

## Dogodki
- dokončna asimilacija Bolgarov s Slovani

## Rojstva
Nezna datum
- Vratislav I., češki vojvoda († 921)

## Smrti
- 13. januar - Karel III. Debeli, cesar Karoliškega cesarstva (* 839)